# Barbados FA Cup
La Coppa di Barbados (Barbados FA Cup) è il principale torneo calcistico ad eliminazione diretta organizzato dalla federazione calcistica di Barbados.

## Albo d'oro
- 1910:  Kensington Rovers
- 1911:  Kensington Rovers
- 1912:  Kensington Rovers e  Harrison College (titolo condiviso)
- 1913:  Harrison College
- 1914:  Kensington Rovers
- 1915:  Kensington Rovers
- 1916:  Kensington Rovers
- 1917:  Kensington Rovers
- 1918:  Kensington Rovers
- 1919:  Kensington Rovers
- 1920:  Harrison College
- 1921:  Kensington Rovers
- 1922:  Kensington Rovers
- 1923:  Harrison College
- 1924:  Empire
- 1925:  Empire
- 1926:  Empire
- 1927:  Spartan
- 1928:  Empire
- 1947/48:  Everton
- 1949:  Spartan
- 1950:  Spartan
- 1952:  Carlton
- 1960:  Everton
- 1962:  Everton
- 1967:  New South Wales
- 1969:  New South Wales
- 1970:  New South Wales
- 1986:  Everton
- 1987:  Weymouth Wales
- 1989:  Pinelands
- 1990:  Everton
- 1993:  Pride of Gall Hill
- 1994:  BDF
- 1995:  Pride of Gall Hill
- 1996:  Paradise
- 1997:  Notre Dame
- 1998:  Pride of Gall Hill
- 1999:  Paradise
- 2000:  Paradise
- 2001:  Notre Dame
- 2002:  Youth Milan
- 2003:  Paradise
- 2004:  Notre Dame
- 2005:  Paradise
- 2006:  Pride of Gall Hill
- 2007:  Brittons Hill
- 2008:  Notre Dame
- 2009:  Youth Milan
- 2010:  Notre Dame
- 2011:  Weymouth Wales
- 2012:  BDF
- 2013:  Rendezvous
- 2014:  Weymouth Wales
- 2015:  BDF
- 2016:  Weymouth Wales
- 2017:  Weymouth Wales
- 2018:  Paradise
- 2019:  Weymouth Wales
- 2020-22: competizione non disputata
- 2023:  Weymouth Wales